# Tekija na Oglavku
Tekija na Oglavku, derviški hram na Oglavku pokraj Fojnice. Pripada nakšibendijskom tarikatu.

## Povijest
Tekiju je šejh Abdurahman Sirrija na svome posjedu podigao 1798. godine u mjestu Oglavak pokraj Fojnice. To je jednostavna građevina sa strmim četvorovodnim krovom koji je pokriven limom izvorno bio pokriven crijepom. Većim dijelom je prizemni objekt koji, s obzirom na to da je izgrađen na terenu pod nagibom, na sjeverozapadnom dijelu ima suteren s jednom prostorijom. U prizemlju tekije nalazi se semahana, kahve-odžak, musafirhana, ostava, prostor za stepenište, hodnik i veranda. Glavni ulaz u objekt nalazi se na sjeveroistočnoj strani. Postoji još jedan ulaz na jugozapadnoj strani kojim se pristupa prizemlju. Ulaz za suteren se također nalazi na jugozapadnoj strani. Suteren objekta je dodan prilikom posljednje rekonstrukcije i u njega su ugrađeni suvremeni sadržaji: abdesthana, toalet, tuš i stepenište.
Do Drugog svjetskog rata ova tekija bila je značajna po islamskoj arhitekturi. U njoj je bilo smješteno i rukopisno blago od neprocjenjive vrijednosti. Tekija je prvi put oštećena tijekom Drugog svjetskog rata, kada je njemačka vojska iz nje otuđila Kuran prepisan u vrijeme trećeg kalifa Osmana. To je bio jedan od prvih primjeraka rukom pisanog Kurana iz 7. stoljeća. Postoje neke naznake da se upravo taj prijepis Kurana danas nalazi u muzeju u Berlinu. 
Tekija na Oglavku je za vrijeme šejha Sirrije bila značajan centar koji su posjećivali svi znameniti Bošnjaci. Šejh Sirrijin ugled i utjecaj bili su toliki da je svaki namjesnik Bosne smatrao svojom dužnošću posjetiti ovog šejha. Utjecajnost šejh Sirije i brojnost učenih i moćnih ljudi koji su bili njegovi derviši doprinijeli su činjenici da je Oglavačka tekija bila u to vrijeme najznačajnije ustanova te vrste u Bosni i Hercegovini, a to je imalo odraza u njenom intenzivnom razvoju. Šejh Sirijini muridi (učenici) su bili veziri, muftije, kadije i pjesnici. U povijesti bosanskohercegovačkog sufizma nema sličnih primjera šejhova koji su uživali toliki ugled među svim slojevima društva, kojima su po savjet dolazili i siromašni derviši i ljudi sa značajnih pozicija u političkom, društvenom i vjerskom životu. Poznato je da su u Oglavačku tekiju, da izraze svoje poštovanje šejhu Sirriji, dolazili i Husein-kapetan Gradaščević i Ali-paša Rizvanbegović.
Dva konaka uz tekiju su sagradila dvojica bosanskih vezira Mehmed Vedžihi-paša i Morali Kamil Mehmed-paša, a banju uz konak je sagradio Ali-paša Rizvanbegović. U tekiji je čuvana velika knjižnica rukopisa, od kojih je samo šejh Sirrija zavještao 107 svezaka i dva Kurana, izuzimajući knjige koje je on sam napisao, potom značajna kolekcija levhi i drugog pokretnog blaga. Šejh Sirrija je zagovarao i prakticirao vrtlarstvo i sadnju plemenitog voća, pa je tekijska cjelina na Oglavku predstavljala značajan kulturni krajolik. Oglavačkoj tekiji pripadali su i šejhovi Gazi Husrev-begova hanikaha, zatim tekije u Travniku, Fojnici, Visokom, Sarajevu i Foči. Šejh Sirriju je na čelu pročelnika tekije naslijedio njegov stariji sin Abdullatif, koji je umro 1883. godine i koji je sahranjen u turbetu pokraj Sirrije. Nakon njega na mjesto pročelnika dolazi mlađi sin Šakir koji je umro 1890. godine. Iza Šakira pročelnikom postaje njegov najstariji bratić Abdulmedžid Halim koji je umro 1917. godine, a iza njega Abdulfetah Hamdi, umro je 1936. godine. Svi su ovi pročelnici sahranjeni uz šejh Sirrijino turbe. 
Tekija na Oglavku je jedna od šest bosanskohercegovačkih tekija koje su opstale nakon zabrane djelovanja derviških redova 1952. godine. Tijekom rata u Bosni i Hercegovini 1993. godine Oglavačka tekija je spaljena od HVO-a. Tom prigodom su uništene knjige, levhe i kaligrafski natpisi, koji su dijelom evidentirani i dokumentirani prije uništenja. Godine 1998. godine objekt je obnovljen. 
Tekija je 2018. proglašena nacionalnim spomenikom Bosne i Hercegovine. Uz Hadži Sinanovu i tekije u Blagaju i Vukeljićima, tekija na Oglavku četvrti je objekt te vrste proglašen nacionalnim spomenikom Bosne i Hercegovine.

## Vanjske povezice
- Tekija čuvena po velikom Sirri-babi